# Jan Jodzewicz
Jan Jodzewicz (ur. 18 maja 1898 w Wyłkowyszkach, zm. 8 czerwca 1985 w Londynie) – polski prawnik, działacz ruchu narodowego, jeden z twórców Obozu Narodowo-Radykalnego i Organizacji Polskiej.

## Życiorys
W 1916 ukończył Gimnazjum im. Jana Zamoyskiego w Warszawie, a w 1922 – Wydział Prawa Uniwersytetu Warszawskiego. W 1920 przerwał studia i wraz z bratem wstąpił jako ochotnik do Wojska Polskiego. W stopniu starszego szeregowego walczył w Baonie Zapasowym 30. pułku piechoty w wojnie polsko-bolszewickiej. 
W czasie studiów był w latach 1921–1922 wiceprezesem Narodowego Związku Młodzieży Akademickiej, a po jego przekształceniu w Związek Akademicki Młodzież Wszechpolska – od 1923 do 1925 pełniącym obowiązki przewodniczącego rady naczelnej. W 1925 należał także do Ligi Narodowej. Ponadto był członkiem Ruchu Młodych Obozu Wielkiej Polski i kierował w nim tzw. dzielnicą warszawską. W 1931 został powołany na członka Wydziału Wykonawczego Obozu Wielkiej Polski i zarządzał w nim organizacją warszawską (w ramach tajnej struktury nazwanej: ZWP). Należał również do władz tajnego Ogniska Głównego Straży Narodowej.
Poparł rozłam w obozie narodowym i podpisał deklarację założycielską Obozu Narodowo-Radykalnego ogłoszoną 14 kwietnia 1934. W czerwcu tego samego roku został aresztowany w grupie działaczy endeckich po zabójstwie Bronisława Pierackiego, a następnie osadzony w Miejscu Odosobnienia w Berezie Kartuskiej. Zwolniono go we wrześniu 1934. Również w 1934 był jednym z założycieli tajnej Organizacji Polskiej, należał do jej najwyższego, tzw. poziomu „A", i z jego ramienia kierował Komitetem Politycznym (jako ostatni przed II wojną światową). Po śmierci Henryka Rossmana został nieformalnym przywódcą ONR-ABC. 
W okresie międzywojnia odbył szereg szkoleń wojskowych. W 1923 miał już wcześniej przyznaną nominację na stopień porucznika rezerwy z uaktualnionym starszeństwem datowanym na 1 stycznia tegoż roku. Ze względu na napiętą sytuację polityczną w Europie w 1939 został powołany do wojska w ramach powszechnej mobilizacji. Miał już wówczas wcześniejszy przydział do 18. pułku piechoty. Po napaści Niemiec na Polskę wraz ze swoim pułkiem brał udział w działaniach kampanii wrześniowej. Wzięty do niewoli, trafił do niemieckiego obozu jenieckiego.
Po wojnie mieszkał w Wielkiej Brytanii. Był niekwestionowanym autorytetem środowiska Organizacji Polskiej na emigracji. W 1948 powierzono mu „kontrolę czystości linii politycznej i taktycznej organizacji”. Pracował jako redaktor techniczny „Dziennika Polskiego” w Londynie.

### Rodzina
Był synem Kazimierza i Anny z d. Spohr. Miał młodszego brata, Kazimierza – artystę malarza i grafika.